# Liste de films tournés dans le département des Hauts-de-Seine
Des scènes de films et de téléfilms ont été tournées dans le département français des Hauts-de-Seine, notamment dans les studios de cinéma qui existaient à :
- Boulogne-Billancourt : studios de Billancourt et studios de Boulogne ;
- Courbevoie : studios Photosonor[1] ;
- La Garenne-Colombes ;
- studios de Neuilly-sur-Seine ouverts en 1931, rue du Château.

En l'absence de précisions géographiques, les films tournés à La Défense sont classés à Puteaux (le quartier de La Défense couvrant une partie des communes de Puteaux, Courbevoie, Nanterre et La Garenne-Colombes).
- Haut – A
- B
- C
- D
- E
- F
- G
- H
- I
- J
- K
- L
- M
- N
- O
- P
- Q
- R
- S
- T
- U
- V
- W
- X
- Y
- Z

## A
- Haut – A
- B
- C
- D
- E
- F
- G
- H
- I
- J
- K
- L
- M
- N
- O
- P
- Q
- R
- S
- T
- U
- V
- W
- X
- Y
- Z

- Antony
  - 1927 : Napoléon, film réalisé par Abel Gance[2].
  - 1950 : Né de père inconnu, film réalisé par Maurice Cloche - Lieu : Pouponnière de l'Assistance Publique[3].
  - 1992 : La fille de l'air, film réalisé par Maroun Bagdadi[4].
  - 2007 : Le Deuxième souffle, film réalisé par Alain Corneau - Lieu : villa Prunet[4].
  - 2009 : Folie douce, téléfilm franco-belge réalisé par Josée Dayan - Lieu : Antony, collège Anne Frank, école Paul Bert[3],[4].
  - 2011 : Escalade, film réalisé par Charlotte Silvera - Lieu : rue Auguste Mounié[4].
  - 2013 : Demi-sœur, film réalisé par Josiane Balasko - Lieu : résidence des Crocheteurs[4].
  - 2016 : Planétarium, film réalisé par Rebecca Zlotowski[4].
  - 2019 : La vérité si je mens ! Les débuts, film réalisé par Gérard Bitton et Michel Munz[4],[5].
  - 2020 : Police, film réalisé par Anne Fontaine[4],[6].

- Asnières-sur-Seine
  - 1972 : Le Dernier Tango à Paris, film réalisé par Bernardo Bertolucci - Lieu : cimetière animalier, quai du Docteur-Dervaux[2],[1].
  - 1975 : Peur sur la ville, film franco-italien réalisé par Henri Verneuil - Lieu : la mairie[1],[2].
  - 1978 : La zizanie, film réalisé par Claude Zidi - Lieu : la mairie[1].
  - 1995 : Élisa, film réalisé par Jean Becker - Lieu : Patinoire, allée Pierre-de-Coubertin[1],[2].
  - 2003 : Tais-toi !, film réalisé par Francis Veber - Lieu : cimetière animalier, quai du Docteur-Dervaux, boulevard de Verdun à Courbevoie[1].
  - 2003 : Après vous, film réalisé par Pierre Salvadori - Lieu : angle rue Victor-Hugo/rue du Ménil .
  - 2004 : Le Convoyeur, film réalisé par Nicolas Boukhrief - Lieu : Café de la Tour, 4, avenue Laurent-Cély[1].
  - 2008 : Seul Two, film réalisé par Ramzy Bedia et Eric Judor - Lieu : Patinoire des Courtilles.
  - 2009 : Éternelle, télésuite réalisée par Didier Delaître - Lieu : Asnières-sur-Seine[3].

- Athis-Mons
  - 1973 : Le grand bazar, film réalisé par Claude Zidi - Lieu : magasin Euromarché (avenue François-Mitterrand).

## B
- Haut – A
- B
- C
- D
- E
- F
- G
- H
- I
- J
- K
- L
- M
- N
- O
- P
- Q
- R
- S
- T
- U
- V
- W
- X
- Y
- Z

- Bagneux
  - 1965 : Les Tribulations d'un Chinois en Chine, film réalisé par Philippe de Broca[2]
  - 1979 : Les Héros n'ont pas froid aux oreilles, film réalisé par Charles Némès[3]
  - 1984 : Marche à l'ombre, film réalisé par Michel Blanc[2]
  - 2007 : Entracte, documentaire réalisé par Yann Gonzalez[3]
  - 2007 : Extinction, documentaire réalisé par Vincent Genot[3]
  - 2009 : En attendant Marseille, court-métrage réalisé par Vincent Genot[3]
  - 2011 : L'Exercice de l'État de Pierre Schoeller
  - 2013 : La Grande Boucle de Laurent Tuel[7]
- Bois-Colombes
  - 1980 : La Banquière, film réalisé par Francis Girod[2]
  - 2002 : Les Cordier, juge et flic, télésuite créée par Alain Page[8],[1]
  - 2009 : Micmacs à tire-larigot de Jean-Pierre Jeunet (Rue du Général-Leclerc)
  - 2013 : Les Gamins de Anthony Marciano (rue Hispano-Suiza)
- Boulogne-Billancourt

- Bourg-la-Reine
  - 1963 : La Carrière de Suzanne, film réalisé par Éric Rohmer[3]
  - 2016 : Médecin de campagne de Thomas Lilti[7]

## C
- Haut – A
- B
- C
- D
- E
- F
- G
- H
- I
- J
- K
- L
- M
- N
- O
- P
- Q
- R
- S
- T
- U
- V
- W
- X
- Y
- Z

- Châtenay-Malabry
  - 1976 : L'Année sainte de Jean Girault : Eglise Sainte-Marie-et-Saint-Marc
  - 1979 : Et la tendresse ? Bordel !, film réalisé par Patrick Schulmann[2]
  - 1979 : Coup de tête de Jean-Jacques Annaud
- Châtillon
  - 1972 : Le Dernier Tango à Paris, film réalisé par Bernardo Bertolucci - Lieu : dans la propriété Frémont, actuelle maison municipale des Arts[1],[2]
  - 1986 : Cours privé, film réalisé par Pierre Granier-Deferre[2]
  - 1987 : Le Solitaire, film réalisé par Jacques Deray - Lieu : gare de marchandises[1]
  - 1991 : On peut toujours rêver, film réalisé par Pierre Richard[1]
- Chaville
  - 2001 : Le placard, film réalisé par Francis Veber[3] - Lieu : avenue Roger-Salengro[1],[2]
  - 2006 : Jean-Philippe, de Laurent Tuel.
  - 2008 : L'Empreinte de l'ange, film réalisé par Safy Nebbou - Lieu : Atrium, 3 parvis Robert-Schuman[1]
- Clamart
  - 1975 : Peur sur la ville, film franco-italien réalisé par Henri Verneuil - Lieu : hôpital Antoine-Béclère, 157 rue Porte-Trivaux[1],[2]
  - 1978 : La Femme gauchère, film réalisé par Peter Handke[3]
  - 1983 : L'Indic de Serge Leroy (Cimetière de Clamart, rue de la Porte-de-Trivaux)
  - 1997 : Le cousin[3], film réalisé par Alain Corneau - Lieu : devant le Café-Tabac de l'Hôtel de Ville, 3 place Maurice-Gunsbourg[1]
  - 2001 : J'ai faim !!!, film réalisé par Florence Quentin[3]
  - 2001 : Le Placard[3], film réalisé par Francis Veber - Lieu : Stade Hunebelle, place Jules-Hunebelle[1],[2]
  - 2001 : Ben et Thomas, film réalisé par Francis Veber - Lieu : Stade Hunebelle, place Jules-Hunebelle[1]
  - 2009 : Le Petit Nicolas de Laurent Tirard
- Clichy
  - 1938 : Les Bâtisseurs, film réalisé par Jean Epstein - Lieu : Hôpital Beaujon, 100, boulevard du Général-Leclerc[1]
  - 1961 : Une aussi longue absence, film réalisé par Henri Colpi - Lieu : place de l'Église[1]
  - 1970 : Le Cercle rouge, film réalisé par Jean-Pierre Melville - Lieu : Ancienne imprimerie Paul Dupont 12 rue du bac d'Asnières à Clichy[1],[2],[9]
  - 1972 : Un flic, de Jean-Pierre Melville
  - 1980 : Le Dernier Métro, film réalisé par François Truffaut[3],[2]
  - 1983 : Garçon !, film réalisé par Claude Sautet - Lieu : Brasserie "Garçon Café", 1 place des Martyrs-de-l'Occupation[1],[2]
  - 1992 : Le Zèbre de Jean Poiret[2]
  - 1995 : La Conquête de Clichy, documentaire réalisé par Christophe Otzenberger[3]
  - 1998 : Madeline, film réalisé par Daisy von Scherler Mayer[3]
  - 2001 : Brève Traversée, film réalisé par Catherine Breillat[3]
  - 2001 : Family Secret, documentaire réalisé par Pola Rapaport[3]
  - 2004 : Le Convoyeur, film réalisé par Nicolas Boukhrief - Lieux : rue des Trois-Pavillons, rue Pierre, dans un bâtiment de bureaux rue Pierre[1]
  - 2006 : Enfermés dehors, film réalisé par Albert Dupontel - Lieu : rue Pierre[1]
  - 2008 : Ben et Thomas, série télévisée française créée par Mike Horelick et Jon Carnoy[3]
  - 2011 : La Délicatesse de Stéphane Foenkinos et David Foenkinos[1]
  - 2014 : Colt 45 de Fabrice Du Welz et Frédéric Forestier
- Colombes
  - 1981 : Le Roi des cons, film réalisé par Claude Confortès[2]
  - 1991 : Lune froide, film réalisé par Patrick Bouchitey[2]
  - 2009 : Micmacs à tire-larigot, film réalisé par Jean-Pierre Jeunet[3]
  - 2005 : Quartier V.I.P., film réalisé par Laurent Firode - Lieu : dans un hangar désaffecté[1],[2]
  - 2006 : Pour l'amour de Dieu, téléfilm réalisé par Ahmed Bouchaala[3]
  - 2010 : Il reste du jambon ?, film réalisé par Anne Depétrini - Lieu : Colombes, quartier des Fossés-Jean
  - 2014 : Qu'est-ce qu'on a fait au Bon Dieu ? de Philippe de Chauveron
- Courbevoie
  - 1947 : Mandrin, film réalisé par René Jayet -  - Lieu : dans les studios Photosonor[10]
  - 1949 : L'Héroïque Monsieur Boniface, film réalisé par Maurice Labro -  - Lieu : dans les studios Photosonor[3]
  - 1951 : Mon phoque et elles, film réalisé par Pierre Billon - Lieu : dans les studios Photosonor[3]
  - 1951 : Min vän Oscar, film réalisé par Pierre Billon et Åke Ohberg - Lieu : dans les studios Photosonor[3]
  - 1951 : Pas de vacances pour Monsieur le Maire, film réalisé par Maurice Labro - Lieu : dans les studios Photosonor[1],[3]
  - 1951 : Sous le ciel de Paris, film réalisé par Julien Duvivier - Lieu : dans les studios Photosonor[3]
  - 1952 : Rendez-vous à Grenade, film réalisé par Richard Pottier - Lieu : dans les studios Photosonor[1],[3]
  - 1955 : Du rififi chez les hommes, film réalisé par Jules Dassin - Lieu : dans les studios Photosonor[3],[1]
  - 1956 : Cette sacrée gamine (titre alternatif : Mam'zelle Pigalle), film réalisé par Michel Boisrond -  - Lieu : dans les studios Photosonor[3]
  - 1956 : La Bande à papa, film réalisé par Guy Lefranc -  - Lieu : dans les studios Photosonor[3]
  - 1956 : L'Homme et l'enfant, film réalisé par Raoul André - Lieu : dans les studios Photosonor[1]
  - 1957 : Le Cas du docteur Laurent, film réalisé par Jean-Paul Le Chanois - Lieu : dans les studios Photosonor[1]
  - 1958 : Rafles sur la ville, film réalisé par Pierre Chenal -  - Lieu : dans les studios Photosonor[3]
  - 1959 : L'Héroïque Monsieur Boniface, film réalisé par Maurice Labro -  - Lieu : dans les studios Photosonor[3]
  - 1959 : L'Increvable, film réalisé par Jean Boyer - Lieu : dans les studios Photosonor[3]
  - 1970 : Elle boit pas, elle fume pas, elle drague pas, mais… elle cause ! de Michel Audiard - Lieux : Place Charras, Rue Marcel-Aymé[1]
  - 1970 : Le Cri du cormoran le soir au-dessus des jonques, film réalisé par Michel Audiard - Lieux : Gare de Bécon-les-Bruyères, Centre Commercial Charras, 12 rue Baudin[1]
  - 1971 : Le Chat, film réalisé par Pierre Granier-Deferre - Lieu : Ancienne impasse Dupuis et actuelle voie de l'Ancre[1]
  - 1975 : Peur sur la ville[3], film franco-italien réalisé par Henri Verneuil - Lieu : Tour Les Poissons, place Charras[2]
  - 1975 : Le Téléphone Rose d'Édouard Molinaro (place Charras, rue Baudin)
  - 1975 : Le Sauvage, film réalisé par Jean-Paul Rappeneau[2]
  - 1976 : L'Acrobate, film réalisé par Jean-Daniel Pollet - Lieu : ancien centre de loisirs et au stade[1]
  - 1976 : L'Aile ou la Cuisse, film réalisé par Claude Zidi - Lieu : Tour Manhattan, quartier de la Défense 2, le restaurant Le Tourbillon et la salle des mariages de l'ancienne mairie[1].
  - 1977 : Cet obscur objet du désir de Luis Buñuel : 59 rue Louis Blanc.
  - 1979 : Buffet froid, film réalisé par Bertrand Blier[2] : couloirs du RER-La Défense.
  - 1985 : Le Thé au harem d'Archimède de Mehdi Charef : 59 rue de Colombes.
  - 1986 : Un homme et une femme : Vingt ans déjà de Claude Lelouch : avenue Gambetta, gymnase des Renardières et école Jules Ferry.
  - 1987 : Il y a maldonne de John Berry : ZAC des Renardières.
  - 2002 : Stupeur et Tremblements, film réalisé par Alain Corneau[2]
  - 2002 : Irène de Ivan Calbérac : Bowling du complexe Charras et la boulangerie du centre.
  - 2003 : Tais-toi !, film réalisé par Francis Veber - Lieu : rue Louis-Ulbach[1]
  - 2005 : Je préfère qu'on reste amis... d'Éric Toledano et d'Olivier Nakache : Faubourg de l'Arche.
  - 2006 : Quand j'étais chanteur de Xavier Giannoli : Novotel La Défense.
  - 2007 : Fais pas ci, fais pas ça : Boulevard de la Mission Marchand.
  - 2007 : 99 Francs de Jan Kounen : Tour Cèdre (Parvis de la Défense).
  - 2008 : La Personne aux deux personnes de Nicolas et Bruno : Boulevard circulaire et avenue d'Alsace.
  - 2008 : 15 ans et demi de  François Desagnat et Thomas Sorriaux
  - 2009 : Coco de Gad Elmaleh : La Défense
  - 2010 : Gardiens de l'ordre est le cinquième film du réalisateur français Nicolas Boukhrief : La Défense et rue de Strasbourg
  - 2010 : Tout ce qui brille de  Géraldine Nakache et Hervé Mimran : Fontaine Agam et Esplanade de la Défense
  - 2011 : Ma part du gâteau de Cédric Klapisch : Tour Cœur à la Défense
  - 2012 : Superstar de Xavier Giannoli : Monoprix du Faubourg de l'Arche et avenue Léonard-de-Vinci
  - 2014 : Les Francis de Fabrice Begotti
  - 2014 : Jamais le premier soir de Mélissa Drigeard
  - 2015 : Braquo (saison 4), série télévisée de Xavier Palud et Frédéric Jardin[11] : avenue Gambetta, 67 rue de Strasbourg
  - 2019 : Dernier Amour de Benoît Jacquot[7]

## F
- Haut – A
- B
- C
- D
- E
- F
- G
- H
- I
- J
- K
- L
- M
- N
- O
- P
- Q
- R
- S
- T
- U
- V
- W
- X
- Y
- Z

- Fontenay-aux-Roses
  - 1965 : Le bonheur, film réalisé par Agnès Varda : rue Boucicaut, avenue de Verdun et place du Général-de-Gaulle [3],[2]
  - 1973 : Le Silencieux de Claude Pinoteau : Centre CEA, 18 route du Panorama
  - 2011 : La Permission de minuit, film réalisé par Delphine Gleize - Lieu : Fontenay-aux-Roses[réf. nécessaire]

## G
- Garches
  - 1967 : Le fou du Labo 4 :  Laboratoires Debat S.A., 153 rue de Buzenval
  - 1968 : Béru et ces dames de Guy Lefranc : Laboratoires Debat S.A., 153 rue de Buzenval
  - 1971 : Juste avant la nuit de Claude Chabrol : 18 rue des Bures et la Gare SNCF
  - 1972 : César et Rosalie[3], film réalisé par Claude Sautet - Lieu : Mairie[1],[2]
  - 1972 : Un meurtre est un meurtre d'Etienne Perier
  - 1974 : Impossible... pas français, film réalisé par Robert Lamoureux - Lieu : Café du Golf[1]
  - 1976 : Police Python 357 d'Alain Corneau : Résidence de la Verboise
  - 1976 : Un éléphant ça trompe énormément d'Yves Robert : rue du 19 janvier et rue Marie Curie
  - 1978 : L'Hôtel de la plage de Michel Lang : Bureau de Poste, 104-106 Grande Rue
  - 1980 : Trois hommes à abattre, film réalisé par Jacques Deray - Lieux : boulevard du Général-de-Gaulle, carrefour entre la rue de la Porte-Jaune et du boulevard du Général-de-Gaulle[1]
  - 1983 : Le Battant, film réalisé par Alain Delon et Robin Davis - Lieu : 23 rue de Brétigny[1]
  - 1988 : Ne réveillez pas un flic qui dort de José Pinheiro : Hôpital Raymond-Poincaré
  - 1991 : La Totale !, film réalisé par Claude Zidi : 17 rue du Marquis de Mores
  - 2007 : Les Témoins d'André Téchiné : Hôpital Raymond-Poincaré
  - 2010 : Les Invités de mon père d'Anne Le Ny : Hôpital Raymond-Poincaré
  - 2014 : Tout est permis de Coline Serreau[1] : Hôpital Raymond-Poincaré
- Gennevilliers
  - 1968 : Le Pacha, film réalisé par Georges Lautner - Lieu : rue Henri-Barbusse près de l'école primaire Anatole-France[1]
  - 1973 : Bel ordure, film réalisé par Jean Marbœuf - Lieu : rue du Pont-d'Argenteuil[1],[3]
  - 1985 : Le Thé au harem d'Archimède, film réalisé par Mehdi Charef - Lieu : quartier du Luth[1]
  - 1993 : Les Visiteurs, film réalisé par Jean-Marie Poiré - Lieu : Gennevilliers[1],[2]
  - 1995 : Force spéciale, documentaire réalisé par Pierre Ferrière - Lieu : Gennevilliers[3]
  - 1997 : Assassin(s), film réalisé par Mathieu Kassovitz - Lieu : Immeuble, rue Victor-Hugo[1]
  - 2003 : Janis et John, film réalisé par Samuel Benchetrit - Lieu : Gennevilliers[1]
  - 2007 : La Cité radieuse, documentaire réalisé par Romain Raynaldy - Lieu : Gennevilliers[3]
  - 2011 : Hollywood sur Seine, documentaire réalisé par Michel Ferry - Lieu : Gennevilliers[3]
  - 2018:  The 15:17 to Paris de Clint Eastwood

- Haut – A
- B
- C
- D
- E
- F
- G
- H
- I
- J
- K
- L
- M
- N
- O
- P
- Q
- R
- S
- T
- U
- V
- W
- X
- Y
- Z

## I
- Haut – A
- B
- C
- D
- E
- F
- G
- H
- I
- J
- K
- L
- M
- N
- O
- P
- Q
- R
- S
- T
- U
- V
- W
- X
- Y
- Z

- Issy-les-Moulineaux
  - 1951 : Gibier de potence, film réalisé par André Baud - Lieu : Orphelinat[1],[3]
  - 1965 : Pierrot le fou, film réalisé par Jean-Luc Godard[3]
  - 1966 : Paris brûle-t-il ? de René Clément[1]
  - 1971 : Max et les Ferrailleurs de Claude Sautet
  - 1980 : La Banquière, film réalisé par Francis Girod[2]
  - 1992 : IP5, film réalisé par Jean-Jacques Beineix[2]
  - 1993 : À quoi rêvent les boxeurs?, documentaire réalisé par Frédéric Laffont - Lieu : Issy-les-Moulineaux[3]
  - 1996 : Le Jaguar[3], film réalisé par Francis Veber - Lieu : Hôpital Corentin-Celton, 38 rue Ernest-Renan[1]
  - 2000 : Voyous voyelles[3], film réalisé par  Serge Meynard
  - 2004 : Carnet filmé C 31: Car seuls les dieux ont mordu la pomme de l'amour, documentaire réalisé par Gérard Courant - Lieu : Issy-les-Moulineaux[3]
  - 2007 : Ce soir je dors chez toi, film réalisé par Olivier Baroux -Lieu : Crayères des Montquartiers[7]
  - 2008 : Cliente[3], film réalisé par Josiane Balasko - Lieu : dans un salon de coiffure[1]
  - 2009 : Braquo, feuilleton télévisé réalisé par Olivier Marchal et Frédéric Schoendoerffer[12]
  - 2011 : L'amour dure trois ans de Frédéric Beigbeder[1]
  - 2014 : L'Ex de ma vie de Dorothée Sebbagh[1]

## L
- Haut – A
- B
- C
- D
- E
- F
- G
- H
- I
- J
- K
- L
- M
- N
- O
- P
- Q
- R
- S
- T
- U
- V
- W
- X
- Y
- Z

- La Garenne-Colombes
  - 1941 : Notre Dame de la Mouise, film réalisé par Robert Péguy - Lieu : dans les studios[3]
  - 1968 : Faut pas prendre les enfants du bon Dieu pour des canards sauvages, film réalisé par Michel Audiard[2]
  - 1970 : Le Cri du cormoran le soir au-dessus des jonques, film réalisé par Michel Audiard - Lieu : petite place devant la gare des Vallées[1]
  - 1978 : Perceval le Gallois, film réalisé par Éric Rohmer - Lieu : dans les studios[3]
  - 1988 : La Petite Voleuse, film réalisé par Claude Miller - Lieu : La Garenne-Colombes[1],[2]
- Le Plessis-Robinson
  - 1980 : Inspecteur la Bavure, film réalisé par Claude Zidi[2]
  - 2008 : Comme les autres[3], film réalisé par Vincent Garenq - Lieu : hôpital Marie-Lannelongue, 133, avenue de la Résistance[1]
  - 2012 : Camille redouble de Noémie Lvovsky[13]
- Levallois-Perret
  - 1973 : Moi y'en a vouloir des sous de  Jean Yanne
  - 1978 : Le Pion, film réalisé par Christian Gion - Lieu : hôtel de ville[1]
  - 1983 : Le Battant, film réalisé par Alain Delon et Robin Davis - Lieux : rue Anatole-France, rue Voltaire[1]
  - 1984 : Un été d'enfer, film réalisé par Michaël Schock - Lieu : Levallois-Perret[3]
  - 1987 : Travelling avant, film réalisé par Jean Charles Tacchella[2]
  - 1999 : Pas de scandale, film réalisé par Benoît Jacquot - Lieu : Centre ville[1]
  - 2002 : Ah ! si j'étais riche, film réalisé par Gérard Bitton et Michel Munz - Lieu : Levallois-Perret[3]
  - 2003 : Tais-toi !, film réalisé par Francis Veber - Lieux : rue Anatole-France, rue Baudin[1]
  - 2006 : Pour l'amour de Dieu, téléfilm réalisé par Ahmed Bouchaala - Lieu : Levallois-Perret[3]
  - 2007 : La Légende des trois clefs, film réalisé par Patrick Dewolf - Lieu : Levallois-Perret[3]
  - 2007 : Mauvaise Foi, film réalisé par Roschdy Zem - Lieux : Vue sur le stade Louison Bobet depuis les immeubles du 4 rue Arthur-Ladwig, vue sur le stade Louison-Bobet depuis la rue Victor-Hugo[1]
  - 2008 : L'Empreinte de l'ange, film réalisé par Safy Nebbou - Lieu : croisement de la rue Baudin et rue Anatole-France[1]
  - 2008 : Le Nouveau Protocole, film réalisé par Thomas Vincent - Lieu : quartier du Front de Seine[1]
  - 2009 : Éternelle, téléfilm réalisé par Didier Delaître - Lieu : Levallois-Perret[3]
  - 2012 : Mais qui a retué Pamela Rose ?, film réalisé par Kad Merad et Olivier Baroux
  - 2023 : Les Trois Mousquetaires : D'Artagnan de  Martin Bourboulon
  - 2023 : Les Trois Mousquetaires : Milady de  Martin Bourboulon

## M
- Haut – A
- B
- C
- D
- E
- F
- G
- H
- I
- J
- K
- L
- M
- N
- O
- P
- Q
- R
- S
- T
- U
- V
- W
- X
- Y
- Z

- Malakoff
  - 1941 : Nous les gosses, film réalisé par Louis Daquin. Lieu : cour de l'école Paul-Bert
  - 1958 : Échec au porteur, film réalisé par Gilles Grangier : Café 'Le Phare de Malakoff', 1 rue Legrand, rue Ernest Renan, passage Joissans
  - 1978 : La Clé sur la porte d'Yves Boisset : 35 rue Savier
  - 1980 : Inspecteur la Bavure de Claude Zidi : Boulevard Louis Pinard (lors de la course-poursuite) et 15 rue Perrot (enlèvement de la maman)
  - 1984 : Les spécialistes, film réalisé par Patrice Leconte - Lieu : dans une usine désaffectée[1],[2]
  - 1985 : Parking, film réalisé par Jacques Demy - Lieu : Entrée du fort de Vanves, boulevard Stalingrad[1]
  - 1991 : La Totale ! film réalisé par Claude Zidi
  - 2001 : Belphégor, le fantôme du Louvre, film réalisé par Jean-Paul Salomé - Lieu : Usine Olympe[1]et fort de Vanves, boulevard Stalingrad
  - 2004 : Jour après jour, court métrage réalisé par Arthur Cauras[14]
  - 2018 : Les Bonnes Intentions, film réalisé par Gilles Legrand[15]
  - 2018 : Voyoucratie, film réalisé par Fabrice Garçon et Kévin Ossona[16]

- Marnes-la-Coquette
  - 1951 : La Poison, film réalisé par Sacha Guitry - Lieux : place de la mairie, église, square Pasteur, rue de la Porte Blanche[1]
  - 1957 : L'inspecteur aime la bagarre de Jean Devaivre : Place du centre-ville
  - 1957 : Pot-Bouille de Julien Duvivier : Square Pasteur, devant l'église Sainte-Eugénie
  - 1959 : Le Testament du Docteur Cordelier, film réalise par Jean Renoir - rue Schlumberger - La gentilhommière
  - 1960 : Les yeux sans visage de Georges Franju : la villa et le château, 11 rue Georges et Xavier Schlumberger
  - 1961 : La Belle Américaine de Robert Dhéry : Allée de la Porte Verte (parc de Saint-Cloud) et square Pasteur
  - 1964 : La Chasse à l'homme d'Édouard Molinaro : Mairie, rue Georges et Xavier Schlumberger
  - 1976 : Le jouet de Francis Veber : Villa de Marnes
  - 1978 : Tendre Poulet, film réalisé par Philippe de Broca : Hostellerie de la tête noire, place de l'église[1],[2]
  - 1979 : Courage fuyons d'Yves Robert : Mairie
  - 1980 : Trois Hommes à abattre de Jacques Deray (rue Georges-et-Xavier-Schlumberger)
  - 1981 : Pour la peau d'un flic, film réalisé par Alain Delon - Lieu : Hostellerie de la tête noire, place de l'église[1]
  - 1982 : La Boum 2, film réalisé par Claude Pinoteau : Place de l'église, rue Georges et Xavier Schlumberger
  - 1983 : Le Battant de Robin Davis[1] : Cimetière
  - 1990 : Il y a des jours et des lunes, film réalisé par Claude Lelouch - Lieu : place de l'église[1], Restaurant La Tête Noire et Boutique d'Antiquités
  - 2003 : Les Thibault, feuilleton télévisé adapté par Jean-Claude Carrière, Joëlle Goron et Jean-Daniel Verhaeghe : Stade Français, allée de Chamillard

- Meudon
  - 1962 : Procès de Jeanne d'Arc, film réalisé par Robert Bresson - Lieu : château de Meudon[1],[2]
  - 1969 : Sous le signe du taureau, film réalisé par Gilles Grangier - Lieu : Soufflerie S1, Onera[1]
  - 1973 : Le grand bazar, film réalisé par Claude Zidi - Lieux : Café "Chez Émile", en bordure de la forêt de Meudon, en haut de la côte des 7 tournants ; Cité des Fleurs[1],[2]
  - 1983 : Le Battant, film réalisé par Alain Delon et Robin Davis - Lieux : quartier Meudon Bellevue, avenue du Général-Gallieni - quartier Meudon Bellevue, rond-point au niveau de la place Aristide-Briand, entre l'avenue du Général-Gallieni et la rue Marcel-Allégot - quartier Meudon Bellevue, rue Marcel-Allégot - quartier Meudon Bellevue[1]
  - 1983 : L'Indic de Serge Leroy (Allée de la Terrasse, quartier de Bellevue, Etang de Villebon, route de la Patte d'Oie)
  - 2000 : Vatel, film franco-britannico-belge réalisé par Roland Joffé et Robin Davis - Lieu : Orangerie[1],[2]
  - 2001 : Sur mes lèvres, film réalisé par Jacques Audiard - Lieu : Meudon-la-forêt. Boite de nuit Régi'Skaïa, 4 square Sébastien Terramorsi[1]
  - 2003 : Bienvenue chez les Rozes, film réalisé par Pallualu et Robin Davis - Lieux : Lycée Rabelais, Place Rabelais[1],[2]
  - 2003 : Michel Vaillant, film réalisé par Louis-Pascal Couvelaire - Lieux : Soufflerie S1, Onera, 8, rue des Vertugadins[1].
  - 2004 : Un long dimanche de fiançailles, film réalisé par Jean-Pierre Jeunet - Lieux : Le Hangar Y à proximité de l'étang de Chalais[1],[2]
  - 2005 : On s'appelle, feuilleton télévisé réalisé par Bruno Ducourant et Francis Coté - Lieu : Meudon[3]
  - 2006 : The Sculptors' View, téléfilm réalisé par Jake Auerbach - Lieux : Hangar Y[1]
  - 2007 : Taxi 4, film réalisé par Gérard Krawczyk - Lieu : Rue du Père-Brottier
  - 2008 : Hard, feuilleton télévisé de Cathy Verney - Lieu : Hangar Y[1]
  - 2008 : David Garcia Recording Brooklyn's Lovers, court-métrage réalisé par Scott Hillier - Lieux : Meudon[3]
  - 2009 : Braquo, feuilleton télévisé réalisé par Olivier Marchal et Frédéric Schoendoerffer[réf. nécessaire]
  - 2009 : Micmacs à tire-larigot de Jean-Pierre Jeunet[1]
  - 2012 : Qu'est-ce qu'on va faire de toi ?, téléfilm de Jean-Daniel Verhaeghe - Lieu : Maison Saint-Philippe des Orphelins d'Auteuil[7]
  - 2013 : La marche, film réalisé par Nabil Ben Yadir - Lieux : Meudon-la-Forêt, rue des Roseraies et derrière entre les deux barres d'immeubles
  - 2015 : L'avenir, film réalisé par  - Lieux : Meudon-la-Forêt, le Lac

- Montrouge
  - 1938 : Les Bâtisseurs, film réalisé par Jean Epstein - Lieu : Montrouge[1]
  - 1976 : Les vécés étaient fermés de l'intérieur, film réalisé par Patrice Leconte - Lieu : rue Hubert Ginoux[1]
  - 1982 : La Boum 2 de Claude Pinoteau : Faculté de Chirurgie Dentaire, 1 rue Maurice Arnoux
  - 1986 : Mélo, film réalisé par Alain Resnais[2]
  - 1992 : Conte d'hiver d'Éric Rohmer : avenue Aristide Briand (D920) à Arrêt de bus Gabriel Péri
  - 1995 : Force spéciale, documentaire réalisé par Pierre Ferrière - Lieu : Montrouge[3]
  - 2002 : Ah ! si j'étais riche[3], film réalisé par Gérard Bitton et Michel Munz - Lieu : concessionnaire Audi, 75, avenue Aristide-Briand[1]
  - 2006 : Enfermés dehors, film réalisé par Albert Dupontel - Lieu : hôtel Novotel, 15-21, boulevard Romain-Rolland[1],[2]
  - 2007 : Un secret[3], film réalisé par Claude Miller - Lieu : salle des mariages de la mairie[1]
  - 2008 : Le Bal des finissantes[3], court-métrage réalisé par Sören Prévost - Lieu : Montrouge[3]
  - 2008 : Paris[3], film réalisé par Cédric Klapisch - Lieu : hôpital[1]
  - 2013 : Un prince (presque) charmant de Philippe Lellouche : Rue Louis Lejeune
  - 2015 : Ange et Gabrielle d'Anne Giafferi : Stade Maurice Arnoux
  - 2017 : Loue-moi ! de Coline Assous et Virginie Schwartz : Pompes funèbres au 96 avenue Marx Dormoy

## N
- Haut – A
- B
- C
- D
- E
- F
- G
- H
- I
- J
- K
- L
- M
- N
- O
- P
- Q
- R
- S
- T
- U
- V
- W
- X
- Y
- Z

- Nanterre
  - 1951 : La Taverne de la Nouvelle-Orléans, film réalisé par William Marshall - Lieu : Nanterre[3]
  - 1958 : Mon oncle, film réalisé par Jacques Tati - Lieu : Nanterre[1],[2]
  - 1965 : La Métamorphose des cloportes, film réalisé par Pierre Granier-Deferre - Lieu : Maison départementale du petit Nanterre, 403, avenue de la République[1]
  - 1957 : La Chinoise, film réalisé par Jean-Luc Godard - Lieu : Nanterre[3]
  - 1971 : Max et les Ferrailleurs, bidonvilles et un café en lisière.
  - 1977 : Mort d'un pourri, film réalisé par Georges Lautner - Lieu : quartier du parc nord - boulevard circulaire de la Défense[1]
  - 1978 : Une histoire simple de Claude Sautet[17]
  - 1980 : Trois hommes à abattre, film réalisé par Jacques Deray - Lieu : quartier du Parc[1]
  - 1982 : Y a-t-il un Français dans la salle ?, film réalisé par Jean-Pierre Mocky - Lieu : quartier du parc sud - allée de l'Arlequin (tours Aillaud) & avenue Pablo-Picasso (rond-point)
  - 1986 : Les Fugitifs, film réalisé par Francis Veber - Lieu : quartier du centre - ancienne poste et quartier Berthelot - bd Balzac
  - 1991 : Les Amants du Pont-Neuf, film réalisé par Léos Carax - Lieu : quartier du Petit-Nanterre - Centre d'accueil et de soins hospitaliers, 403, avenue de la République[1],[2]
  - 1994 : La Reine Margot, film réalisé par Patrice Chéreau - Lieu : Nanterre[1],[2]
  - 1995 : Elisa, film réalisé par Jean Becker - Lieu : quartier des Groues - 14, avenue Jenny[1]
  - 1998 : Avocats et Associés, film réalisé par Denis Amar - Lieu : Tribunal de commerce de Nanterre, 4 rue Pablo-Neruda[1]
  - 1998 : Keskidi?, court-métrage réalisé par Manuel Pouet - Lieu : Nanterre[3]
  - 1998 : Ronin, film réalisé par John Frankenheimer - Lieu : quartier du parc nord - viaduc entre la A86 et le boulevard circulaire de la Défense[1],[2]
  - 1999 : La Dilettante, film réalisé par Pascal Thomas - Lieux : lycée Joliot-Curie 92, avenue Joliot-Curie et le restaurant du 34, rue Volant - quartier du centre[1]
  - 2002 : L'Auberge espagnole, film réalisé par Cédric Klapisch - Lieu : Université de Paris X Nanterre, Bâtiment G (Langues), 200, avenue de la République[1],[2]
  - 2003 : Banlieue 13 de Pierre Morel[1]
  - 2004 : Banlieue 13, film réalisé par Pierre Morel - Lieu : Nanterre[1]
  - 2004 : 36 Quai des Orfèvres, film réalisé par Olivier Marchal - Lieux : viaduc entre la A86 et le boulevard circulaire de la Défense, boulevard circulaire de la Défense[1],[2]
  - 2007 : Yum Yum, documentaire réalisé par Pierre-Olivier Thevenin - Lieu : Nanterre[3]
  - 2009 : Neuilly sa mère !, film réalisé par Gabriel Julien-Laferrière - Lieu : quartier du parc sud - tours Aillaud[1]
  - 2010 : Il reste du jambon ?, film réalisé par Anne Depétrini - Lieu : quartier du parc nord - boulevard de Pesaro - Les Terrasses et 14, avenue Jenny[1]
  - 2011 : Intouchables, film réalisé par Eric Toledano et Olivier Nakache - Lieu : gare RER de Nanterre
  - 2013 : Le Passé, film réalisé par Asghar Farhadi - Lieu : Tribunal de grande instance[18]
  - 2015 : Le Grand Jeu de Nicolas Pariser Lieu : rue de la Garenne[1].
  - 2016 : La loi de la jungle, film réalisé par Antonin Peretjatko - Lieu : Préfecture des Hauts-de-Seine - salle Rodin, salle Berthe Morisot et bureau du préfet[18]
  - 2016 : Victoria, film réalisé par Justine Triet - Lieu : Préfecture des Hauts-de-Seine - Logement de fonction, bureau de la directrice de cabinet et la salle à manger d'honneur[18]
  - 2016 : Virtual Revolution, film réalisé par Guy-Roger Duvert - Lieu : Nanterre[18]
  - 2016 : Adopte un veuf, film réalisé par François Desagnat - Lieu : quartier du centre - Hôtel de la Poste - rue Waldeck-Rochet
  - 2017 : Les Fantômes d'Ismaël, film réalisé par Arnaud Desplechin - Lieu : Préfecture des Hauts-de-Seine - guichet[18]
  - 2018 : Neuilly sa mère, sa mère !, film réalisé par Gabriel Julien-Laferrière - Lieux : quartier du parc sud - tours Aillaud & avenue Pablo-Picasso, quartier du Vieux-Pont et quartier du Centre - ancienne mairie[1]
- Neuilly-sur-Seine
  - 1910 : Au temps des premiers chrétiens, film d'André Calmettes - Lieu : Studios de Neuilly-sur-Seine[19]
  - 1912 : Les Trois Mousquetaires, film d'André Calmettes - Lieu : Studios de Neuilly-sur-Seine[20]
  - 1926 : L'Agonie de Jérusalem, film de Julien Duvivier - Lieu : Studios de Neuilly-sur-Seine[19]
  - 1929 : Figaro, film de Tony Lekain et Gaston Ravel - Lieu : Studios de Neuilly-sur-Seine[21]
  - 1932 : Les Trois Mousquetaires, film d'Henri Diamant-Berger - Lieu : Studios de Neuilly-sur-Seine[20]
  - 1934 : Cartouche, film de Jacques Daroy - Lieu : Studios de Neuilly-sur-Seine[22]
  - 1939 : La Charrette fantôme, film de Julien Duvivier - Lieu : Studios de Neuilly-sur-Seine[3]
  - 1942 : L'assassin habite au 21, de Henri-Georges Clouzot - Lieu : Studios de Neuilly-sur-Seine[2]
  - 1943 : Le Corbeau, de Henri-Georges Clouzot - Lieu : Studios de Neuilly-sur-Seine[2]
  - 1946 : L'Idiot, film réalisé par Georges Lampin - Lieu : Studios de Neuilly-sur-Seine[3]
  - 1946 : La Symphonie pastorale, film de Jean Delannoy - Lieu : Neuilly-sur-Seine[3]
  - 1947 : Quai des orfèvres, film de Henri-Georges Clouzot - Lieu : Studios de Neuilly-sur-Seine[3],[2]
  - 1948 : Émile l'Africain, film de Robert Vernay - Studios de Neuilly-sur-Seine
  - 1949 : Monseigneur -  Lieu : Studios de Neuilly-sur-Seine[3],[2]
  - 1950 : Meurtres ?, film réalisé par Richard Pottier - Lieu : Studios de Neuilly-sur-Seine[3]
  - 1950 : Casimir, film- Lieu : Studios de Neuilly-sur-Seine[3]
  - 1951 : Jeux interdits, film réalisé par René Clément - Lieu : Studios de Neuilly-sur-Seine[2]
  - 1953 : Thérèse Raquin de Marcel Carné - Lieu : Studios de Neuilly-sur-Seine
  - 1957 : Le Bel Indifférent, film réalisé par Jacques Demy - Lieu : Studios de Neuilly-sur-Seine[3]
  - 1959 : Signé Arsène Lupin de Yves Robert (Boulevard d'Inkermann)
  - 1962 : Le Doulos, film réalisé par Jean-Pierre Melville - Lieu : Neuilly-sur-Seine[1]
  - 1969 : La Femme infidèle, film réalisé par Claude Chabrol - Lieu : 27 rue du Bois-de-Boulogne[1]
  - 1976 : Calmos de Bertrand Blier[1]
  - 1980 : Trois hommes à abattre, film réalisé par Jacques Deray - Lieu : avenue Charles-de-Gaulle[1]
  - 1984 : Comment voler un million de dollars, film réalisé par William Wyler - Lieu : 24, rue Parmentier, à l'angle du carrefour Bineau[1]
  - 1984 : Aldo et Junior, film réalisé par Patrick Schulmann - Lieu : Neuilly-sur-Seine[1]
  - 1985 : Scout toujours..., film réalisé par Gérard Jugnot - Lieu : devant la façade extérieure du lycée Pasteur, 21, boulevard d'Inkermann[1]
  - 1986 : Tenue de soirée, film réalisé par Bertrand Blier - Lieu : Neuilly-sur-Seine[1],[2]
  - 1986 : Cours privé, film réalisé par Pierre Granier-Deferre - Lieu : Neuilly-sur-Seine[1]
  - 1995 : Zigrail, film réalisé par André Turpin - Lieu : Studios de Neuilly-sur-Seine[3]
  - 1995 : Haut bas fragile, film réalisé par Jacques Rivette - Lieu : Villa de l'Acacia
  - 1997 : La Vérité si je mens !, film réalisé par Thomas Gilou - Lieu : Neuilly-sur-Seine[1]
  - 2004 : 36 Quai des Orfèvres, film réalisé par Olivier Marchal - Lieux : Viaduc entre la A86 et le boulevard circulaire de la Défense, boulevard circulaire de la Défense[1]
  - 2006 : La déchirure, documentaire réalisé par Mikael Buch  - Lieu : Neuilly-sur-Seine[3],[1]
  - 2006 : La Doublure, film réalisé par Francis Veber[2]
  - 2007 : Zigrail, film réalisé par André Turpin - Lieu : Studios de Neuilly-sur-Seine[3]
  - 2007 : Dialogue avec mon jardinier, film réalisé par Jean Becker - Lieu : centre chirurgical Pierre-Cherest, 5, rue Pierre-Chérest[1]
  - 2009 : Neuilly sa mère !, film réalisé par Gabriel Julien-Laferrière - Lieux : devant la station de métro "Sablons" avenue Charles-de-Gaulle, place Winston-Churchill, boulevard Inkermann, lycée Pasteur 17, boulevard Inkermann[1]
  - 2014 : 3 Days to Kill de Joseph McGinty Nichol
  - 2024 : The Substance de Caroline Fargeat - Lieux : Préfecture des Hauts-de-Seine dans le Bureau du préfet[23]

## P
- Haut – A
- B
- C
- D
- E
- F
- G
- H
- I
- J
- K
- L
- M
- N
- O
- P
- Q
- R
- S
- T
- U
- V
- W
- X
- Y
- Z

- Puteaux
  - 1960: Une aussi longue absence (Palme d'Or 1961), film de Henri Colpi, tourné autour de la vieille église proche du pont de Puteaux
  - 1961 : La Belle Américaine, film réalisé par Robert Dhéry - Lieu : Puteaux[3],[1],[2]. On y reconnait un immeuble de la rue Monge.
  - 1969 : Le Clan des siciliens, film réalisé par Henri Verneuil - Lieu : dans la salle du greffe de la mairie de Puteaux[1] (Rue Bellini)
  - 1975 : Pas de problème !, film réalisé par Georges Lautner[24]
  - 1976 : L'Aile ou la Cuisse de Claude Zidi (Rue Marius-Jacotot et Rue Anatole-France)
  - 1976 : Calmos de Bertrand Blier
  - 1979 : Buffet froid, film réalisé par Bertrand Blier - Lieu : station RER "La Défense" (ligne A), rond-point de la Défense[3],[1]
  - 1980 : Trois hommes à abattre, film réalisé par Jacques Deray - Lieu : boulevard circulaire de la Défense[1]
  - 1982 : Pour 100 briques t'as plus rien..., film réalisé par Édouard Molinaro - Lieu : centre commercial "Les Quatre Temps"[1]
  - 1985 : Bras de fer, film réalisé par Gérard Vergez - Lieu : dans la salle du greffe de la mairie de Puteaux[1]
  - 1985 : L'Amour braque de Andrzej Żuławski[1]
  - 1989 : Hiver 54, l'abbé Pierre, film réalisé par Denis Amar[2]. La mairie est le décor de l'hôtel particulier d'Hélène, interprété par Claudia Cardinale
  - 1990 : Nikita, film réalisé par Luc Besson - Lieu : Puteaux[1]
  - 2005 : Ennemis publics, film réalisé par Karim Abbou - Lieu : Puteaux[1]
  - 2006 : La doublure, film réalisé par Francis Veber - Lieu : Puteaux[3],[1]
  - 2006 : OSS 117 : Le Caire, nid d'espions de Michel Hazanavicius : des scènes ont été tournées dans la salle des Colonnes de la mairie[25].
  - 2007 : Madame Hollywood, téléfilm réalisé par Olivier Abbou - Lieu : Puteaux[3],[1]
  - 2008 et 2011 : Flics série télévisée
  - 2009 : Le Vilain de Albert Dupontel
  - 2009 : Micmacs à tire-larigot, film réalisé par Jean-Pierre Jeunet - Lieu : magasin de fleur "Au perce-neige", 23 rue Charles-Lorilleux[1]
  - 2010 : Il reste du jambon ?, film réalisé par Anne Depétrini - Lieu : Puteaux[1]
  - 2011 :  Ma part du gâteau de Cédric Klapisch. Des scènes ont été tournées dans le quartier Boïeldieu.
  - 2017 : Le Petit Spirou. La piscine Marius Jacotot a servi de décor.
- dont La Défense
  - 1959 : Le Signe du Lion, film réalisé par Eric Rohmer - Lieu : La Défense[3]
  - 1964 : La Cité de l'indicible peur de Jean-Pierre Mocky (Cnit)
  - 1965 : Alphaville, ou Alphaville, une étrange aventure de Lemmy Caution, film réalisé par Jean-Luc Godard - Lieu : La Défense[3]
  - 1967 : Playtime, film réalisé par Jacques Tati - Lieu : Le CNIT[3]
  - 1970 : Elle boit pas, elle fume pas, elle drague pas, mais... elle cause !, film réalisé par Michel Audiard - Lieu : Le pont de Neuilly[2]
  - 1971 : Le Chat, film réalisé par Pierre Granier-Deferre. Lieu : ancienne rue Jules-Guesde[1], Le décor du film est le quartier de La Défense, en pleine construction sur les ruines de centaines de pavillons de banlieue en particulier près de la tour Nobel[2].
  - 1975 : Peur sur la ville, film réalisé par Henri Verneuil - Lieu : boulevard circulaire de la Défense, coté Puteaux[1],[2]
  - 1975 : L'Incorrigible, de  Philippe de Broca
  - 1976 : L'Aile ou la Cuisse[3], film réamisé par Claude Zidi - Lieu : Tour Manhattan. Dans une scène tournée dans un bureau, on est face à la tour Aurore[2].
  - 1977 : L'Ami américain, film allemand réalisé par Wim Wenders - Lieu : La Défense[3]
  - 1977 : Mort d'un pourri, film réalisé par Georges Lautner - Lieu : Tour Franklin place de la Coupole La Défense, Station RER "La Défense" (ligne A) rond-point de la Défense
  - 1989 : Kun for mennesker! - et program om Johan Otto von Spreckelsen, film réalisé par Else Lidegaard - Lieu : La Défense[3]
  - 1991 : Août, film réalisé par Henri Herré - Lieu : La Défense[3]
  - 1991 : Jusqu'au bout du monde (Bis ans Ende der Welt), film allemand de Wim Wenders - Lieu : La Défense[3]
  - 1994 : Un Indien dans la ville, film réalisé par Hervé Palud - Lieu : Au début du film, la voiture Stéphane et Montignac (Thierry Lhermitte et Patrick Timsit) circule sur le boulevard circulaire de la Défense
  - 2000 : Deuxième Vie, film réalisé par Patrick Braoudé - Lieu : Une tour virtuelle a été réalisée à la place de la tour Granite. Un montage a permis de confondre la tour Pascal avec la tour imaginaire implantée à la place actuelle de la tour Granite[24]
  - 2002 : The Interview, documentaire réalisé par Kathleen Man - Lieu : La Défense[3]
  - 2003 : Mais qui a tué Pamela Rose ?, film réalisé par Éric Lartigau - Lieu : une scène a été tournée sur l'ancien viaduc de Nanterre menant à La Défense.[réf. nécessaire]
  - 2003 : Stupeur et tremblements, film réalisé par Alain Corneau - Lieu : La Défense[3]
  - 2005 : La Boîte noire, film réalisé par Richard Berry - Lieu : Dans ce film, un survol de La Défense a lieu.[réf. nécessaire]
  - 2006 : Jean-Philippe, film réalisé par Laurent Tuel - Lieux : plusieurs scènes ont été tournées dans la Défense autour de la tour Gan, où se situent quelques scènes d'intérieur. Une scène a notamment été tournée dans le parc Diderot.[réf. nécessaire]
  - 2006 : OSS 117 : Le Caire, nid d'espions, film réalisé par Michel Hazanavicius - Lieu : Mairie[1]
  - 2007 : 99 Francs, film réalisé par Jan Kounen - Lieu : une scène a lieu depuis le haut de la tour Europlaza, pour faire apparaître les tours Exaltis et Ariane. Les images des tours ont été retouchées par la 3D et leur emplacement a donc été modifié. Une scène a été tournée en bas de la tour Cèdre en pleine nuit.[réf. nécessaire]
  - 2007 : Les Vacances de Mr. Bean de Steve Bendelack - Lieu : Grande Arche[réf. nécessaire]
  - 2007 : Chrysalis, film réalisé par Julien Leclercq - Lieux : deux scènes ont été réalisées à La Défense. L’une où l’on voit David Hoffmann (Albert Dupontel) entre les tours tour Opus 12 et Atlantide. Quelques secondes avant la fin du film, une scène tournée au pied de la tour EDF, où figure en arrière-plan un panneau publicitaire de type écran géant.[réf. nécessaire]
  - 2007 : Truands, film réalisé par Frédéric Schoendoerffer - Lieux : des scènes d'intérieur ont été réalisées dans la tour Défense 2000. De très belles vues sur le quartier sont à découvrir.[réf. nécessaire]
  - 2008 : Comme les autres[3], film réalisé par Vincent Garenq - Lieu : Dans ce film, un avocat parisien franchit le périphérique pour louer un appartement situé dans l’immeuble Vision 80, avec une vue panoramique sur Cœur Défense.[réf. nécessaire]
  - 2008 : La Très Très Grande Entreprise[3], film réalisé par Pierre Jolivet - Lieu : Dans ce long métrage, Naterris entreprise fictive d'agro-chimie, a son siège implanté dans la tour CB21 ex : Gan avant sa restructuration. La tour a été renommée tour « Naterris », des scènes ont été tournées devant et à l’intérieur de la tour.[réf. nécessaire]
  - 2008 : Notre univers impitoyable, film réalisé par Léa Fazer - Lieu : La Défense[3]
  - 2008 : Secret Défense, film réalisé par Philippe Haïm - Lieux : quelques scènes ont été tournées au pied de la Grande Arche et sous l'Arche.[réf. nécessaire]
  - 2009 : Le Vilain de Albert Dupontel
  - 2009 : Coco, film français réalisé par Gad Elmaleh - Lieu : Dans ce film, les deux tours de la Société Générale (Chassagne et Alicante) sont relookées.[réf. nécessaire]
  - 2010 : Tout ce qui brille[3], film réalisé par Géraldine Nakache - Lieux : plusieurs séquences se déroulent sur le Parvis de La Défense et aux Quatre Temps[réf. nécessaire]
  - 2010 : Le Mac, film réalisé par Pascal Bourdiaux. La scène dans les bureaux du début du film a été tournée dans la tour Cœur Défense.[réf. nécessaire]
  - |2016 : L'Outsider[3]: film réalisé par Christophe Barratier, Nombreuses vues en hélicoptère sur la Défense.
  - 2018: Baron noir : saison 2, épisode 1 'Twins'  de Ziad Doueiri[1]
  - 2018 : Nicky Larson et le Parfum de Cupidon de Philippe Lacheau

## R
- Haut – A
- B
- C
- D
- E
- F
- G
- H
- I
- J
- K
- L
- M
- N
- O
- P
- Q
- R
- S
- T
- U
- V
- W
- X
- Y
- Z

- Rueil-Malmaison
  - 1955 : Napoléon, film réalisé par  Sacha Guitry[2]
  - 1963 : Les Tontons flingueurs, film réalisé par  Georges Lautner[2]
  - 1975 : Section spéciale de Costa-Gavras (Etang de Saint-Cucufa)
  - 1976 : Police Python 357 d'Alain Corneau
  - 1979 : Joséphine ou la Comédie des ambitions, téléfilm réalisé par Robert Mazoyer - Lieu : Château de la Malmaison[26]
  - 1993 : Les 3 méchants loups, court-métrage réalisé par Laurent Mialaret - Lieu : Château de la Malmaison[3]
  - 1995 : D-Day, leur jour le plus long, documentaire réalisé par Jean-Philippe Agnèse - Lieu : Rueil-Malmaison[3]
  - 1995 : Force spéciale, documentaire réalisé par Pierre Ferrière - Lieu : Rueil-Malmaison[3]
  - 1996 : Un héros très discret, film réalisé par Jacques Audiard[2]
  - 2004 : Un printemps à Paris, film réalisé par Jacques Bral[27]
  - 2007 : Ce soir je dors chez toi, film réalisé par Olivier Baroux[7]
  - 2007 : Trois amis de Michel Boujenah[28],[29]
  - 2013 : Les Gamins, film réalisé par Anthony Marciano - Lieu : Parc du père Joseph
  - 2013 : Qu'est-ce qu'on a fait au Bon Dieu ?, film réalisé par Philippe de Chauveron - Lieux : ancienne mairie, rue Jean-Le Coz, place de l'Église
  - 2018 : Les Tuche 3 film réalisé par Olivier Baroux[7]

## S
- Haut – A
- B
- C
- D
- E
- F
- G
- H
- I
- J
- K
- L
- M
- N
- O
- P
- Q
- R
- S
- T
- U
- V
- W
- X
- Y
- Z

- Saint-Cloud : 
  - 1933 : Zéro de conduite, film réalisé par Jean Vigo - Lieu : Saint-Cloud[3]
  - 1938 : Le Roman de Werther de Max Ophüls[30]
  - 1946 : L'Idiot de Georges Lampin - Lieu :Parc de Saint-Cloud
  - 1955 : Elena et les Hommes, film réalisé par Jean Renoir[31]
  - 1959 : Katia, film réalisé par Robert Siodmak[32]
  - 1966 : La Grande Vadrouille, film réalisé par Gérard Oury[réf. nécessaire]
  - 1963 : Le Chevalier de Maison-Rouge mini-série de Claude Barma[33]
  - 1966 : Sale temps pour les mouches de Guy Lefranc - Lieu : tunnel de Saint-Cloud[1]
  - 1966 : Le Grand Restaurant de Jacques Besnard[1],[2]
  - 1971 : La Folie des grandeurs, film réalisé par Gérard Oury[2]
  - 1977 : Armaguedon de Alain Jessua[1]
  - 1977 : Mort d'un pourri, film réalisé par Georges Lautner
  - 1977 : Tendre Poulet, film réalisé par Philippe de Broca - Lieu : Emplacement du cinéma Les 3 Pierrots avant sa construction
  - 1981 : Beau-père de Bertrand Blier
  - 1982 : Tout feu, tout flamme de Jean-Paul Rappeneau[34]
  - 1983 : La Belle Captive d'Alain Robbe-Grillet[34]
  - 1984 : L'Amour par terre, film réalisé par Jacques Rivette - Lieu : Saint-Cloud[3],[34]
  - 1984 : Femmes de personne de Christopher Frank[34]
  - 1991 : Vatel, film réalisé par Roland Joffé - Lieu : Grande cascade[2]
  - 2001 : Oui, mais…, film réalisé par Yves Lavandier - Lieu : Saint-Cloud[3]
  - 2005 : Une vie pleine d'adieux, film réalisé par Christophe Régin – Lieu : Saint-Cloud[3]
  - 2008 : Les Liens du sang de Jacques Maillot - Lieu :Parc de Saint-Cloud[3]
  - 2008 et 2011 : Flics série télévisée
  - 2015 : La Mort d'Auguste téléfilm de Denis Malleval[7]
- Sceaux
  - 1927 : Napoléon film d'Abel Gance avec Albert Dieudonné, Antonin Artaud et Gina Manès - Lieu : Orangerie du château de Sceaux[1],[2]
  - 1942 : Lettre d'amour, film de Claude Autant-Lara avec Odette Joyeux, François Périer et Simone Renant - Lieu : Château de Sceaux
  - 1954 : Les hommes ne pensent qu'à ça  film d'Yves Robert avec Jean-Marie Amato, Jean Bellanger et Louisa Colpeyn - Lieu : Parc de Sceaux
  - 1955 : Napoléon  film de Sacha Guitry avec Daniel Gélin, Raymond Pellegrin et Michèle Morgan - Lieu : Orangerie du château de Sceaux[1],[2]
  - 1961 : Le Mariage de Figaro téléfilm de Marcel Bluwal[21] avec Jean Rochefort, Michel Galabru et Jean-Pierre Cassel - Lieu : Parc de Sceaux
  - 1981 : Personne n'est parfait, film de Pasquale Festa Campanile, avec Renato Pozzetto et Ornella Muti - Lieu : centre-ville de Sceaux et Hôtel de ville de Sceaux
  - 1982 : On s'en fout, nous on s'aime, film de Michel Gérard, avec Ariel Besse, Didier Clerc et Darry Cowl - Lieu : centre-ville de Sceaux
  - 1983 : Retenez-moi... ou je fais un malheur, film de Michel Gérard, avec Jerry Lewis, Michel Blanc et Charlotte De Turckheim - Lieu : centre-ville de Sceaux
  - 1986 : La chambre d'ami, film de Caroline Huppert, avec Nicolas Navazo, Laura Betti et Thierry Frémont - Lieu : centre-ville de Sceaux
  - 1987 : Les Jurés de l'ombre, film de Paul Vecchiali, avec Pierre Blot, Adrienne Bonnet et Michel Delahaye - Lieu : place de l'Eglise
  - 1989 : Le train de Vienne, film de Caroline Huppert, avec Jean-Yves Ber - Lieu : place de l'Egliseteloot, Roland Blanche et Valerie Leboutte
  - 1989 : Deux, film de Claude Zidi, avec Gérard Depardieu, François Cluzet et Guillaume de Tonquédec - Lieu : avenue du président Franklin Roosevelt
  - 1989 : Laura, série de Vittorio Sindoni et Jeannot Szwarc avec Mireille Darc, Charles Aznavour et Jean Sorel - Lieu : Lycée Lakanal et jardin des Félibres
  - 1989 : Le Grand ruban, film de Philippe Roussel avec Philippe Léotard, Véronique Genest et Kathy Kriegel - Lieu : rue Paul Couderc
  - 1992 : Le Zèbre, film réalisé par Jean Poiret avec Thierry Lhermitte, Caroline Cellier et Christian Pereira - Lieu : Lycée Marie-Curie[3],[2]
  - 2001 : Oui, mais…, film d'Yves Lavandier avec Gérard Jugnot et Émilie Dequenne
  - 2002 : Madame le proviseur, série télévisée France 2 avec Danièle Delorme, Charlotte de Turckheim et Éva Darlan - Lieu : Lycée Marie Curie
  - 2003 : Code Lyoko, série animée de Jérôme Mouscadet, dont le dessin de l'école  est calquée sur le Lycée Lakanal
  - 2005 : Julie Lescaut, série télévisée TF1 d'Alexis Lecaye avec Véronique Genest, Jean-Paul Rouve et Alexis Desseaux - Lieu : Hôtel des ventes, avenue Georges-Clémenceau
  - 2008 : La Sainte Victoire, film de François Favrat avec Clovis Cornillac, Christian Clavier et Sami Bouajila - Lieu : Salle Erwin Guldner
  - 2009 : Marion Mazzano, film de Édouard Bernadac avec Estelle Vincent, Bruno Debrandt et Didier Bezace - Lieu : avenue Arouet
  - 2009 : Une petit zone de turbulence, film de Alfred Lot avec Michel Blanc, Miou-Miou et Mélanie Doutey - Lieu : avenue Arouet
  - 2012 : À l'aveugle, film de Xavier Palud, avec Jacques Gamblin, Lambert Wilson et Raphaëlle Agogué - Lieu : avenue du président Franklin Roosevelt
  - 2012 : La smala s'en mêle, série de Didier Grousset, avec Michèle Bernier, Julie de Bona et Mark Grosy - Lieu : centre-ville de Sceaux
  - 2012 : Les Adieux de la reine, film de Benoît Jacquot avec Léa Seydoux, Diane Krüger et Virginie Ledoyen - Lieu : Parc de Sceaux
  - 2012 : La Page blanche, court-métrage de Yohann Sfez avec Michel Galabru et Noémie Goetsch - Lieu : rue Houdan
  - 2013 : Une nouvelle amie, film de François Ozon avec Anaïs Demoustier et Romain Duris
  - 2014 : Lucy, film de Luc Besson avec Scarlett Johansson et Morgan Freeman - Lieu : avenue Jean Racine
  - 2014 : Falco, série de Clothilde Jamin, avec Sagamore Stévenin et Alexia Barlier - Lieu : Ecole du centre
  - 2014 : 24 Jours, la vérité sur l'affaire Ilan Halimi, film d'Alexandre Arcady, avec Zabou Breitman, Jacques Gamblin et Sylvie Testud - Lieu : rue Houdan et boulevard Desgranges
  - 2014 : Foujita, film de Kohei Oguri, avec Joe Odagiri, Miki Nakatani et Ana Girardot - Lieu : avenue du Général Leclerc
  - 2014 : La Résistance de l'air, film de Fred Grivois avec Reda Kateb, Ludivine Sagnier et Tchéky Karyo - Lieu : Cimetière de Sceaux
  - 2014 : Boulevard du palais, série télévisée de Marie Guilmineau avec Anne Richard, Jean-François Balmer et Olivier Saladin - Lieu : Cimetière de Sceaux
  - 2014 : Un village presque parfait, film de Stéphane Meunier avec Didier Bourdon, Lorànt Deutsch et Denis Podalydès
  - 2015 : Versailles, série de Jalil Lespert, Cristoph Schrewe, Thomas Vincent et Daniel Roby - Lieu : Parc de Sceaux[35]
  - 2015 : Joséphine Ange Gardien, série avec Mimie Mathy - Lieu : Centre-ville de Sceaux
  - 2015 : Braquo, série d'Olivier Marchal avec Nicolas Duvauchelle, Karole Rocher et Jean-Hugues Anglade - Lieu : avenue du président Franklin Roosevelt
  - 2015 : Profilage, série de Fanny Robert et Sophie Lebarbier - Lieu : Les Garages et l'Ecole du centre
  - 2015 : L'Étudiante et Monsieur Henri, film d'Ivan Calbérac avec Claude Brasseur, Noémie Schmidt et Guillaume de Tonquédec - Lieu : avenue Carnot
  - 2016 : Planetarium, film de Rebecca Zlotowski, avec Natalie Portman, Lily-Rose Depp et Louis Garrel - Lieu : avenue Arouet
  - 2016 : Jackie, film réalisé par Pablo Larraín avec Natalie Portman, Greta Gerwig et Peter Sarsgaard - Lieu : Parc de Sceaux[36]
  - 2016 : Alice Nevers : Le juge est une femme, série de Noëlle Loriot avec Marine Delterme - Lieu : Parc de Sceaux
  - 2016 : Jour J, film de Reem Kherici, avec François-Xavier Demaison, Sylvie Testud et Nicolas Duvauchelle - Lieux : Ecole du centre et Les Garages
  - 2016 : Overdrive, film d'Antonio Negret avec Scott Eastwood, Andrew Foster, Freddie Thorp et Garrett Foster - Lieu : Orangerie du château de Sceaux
  - 2016 : Commissariat central, série M6 avec Guy Lecluyse, Nadia Roz et Waly Dia - Lieu : rue Houdan
  - 2016 : La vie devant elles, série de Gabriel Aghion avec Lilly-Fleur Pointeaux, Alma Jodorowsky et Stéphane Caillard - Lieu : Cour de l'école primaire du Petit Chambord
  - 2017 : L'heure de la sortie, film de Sébastien Marnier, avec Laurent Lafitte, Emmanuelle Bercot, Gringe et Victor Bonnel - Lieu : rue des Filmins et rue des Jockos
  - 2017 : Quadras, série de Mélissa Drigeard et Vincent Juillet avec François-Xavier Demaison et Alix Poisson - Lieu : rue des Imbergères
  - 2017 : At eternity's gate, film de Julian Schnabel avec Willem Dafoe, Oscar Isaac, Mads Mikkelsen et Mathieu Amalric - Lieu : allée de Trévise
  - 2018 : Proxima, film d'Alice Winocour avec Eva Green, Matt Dillon et Lars Eidinger - Lieu : rue Paul Couderc
  - 2019 : La vérité si je mens ! Les débuts, film de Michel Munz et Gérard Bitton avec Audrey Dana et François Berléand - Lieu : avenue Arouet
  - 2019 : Un vrai bonhomme, film de Benjamin Parent avec Isabelle Carré, Thomas Guy et Benjamin Voisin - Lieu : Parc de Sceaux
  - 2021 : La Guerre des trônes, série de Christopher Holt avec Bruno Solo - Lieu : Château de Sceaux
  - 2022 : L'Homme qui brûle épisode 4 de la saison 4 de la série télévisée Capitaine Marleau de Josée Dayan[37],[38] - Lieu : Les Ateliers, les Garages, rue des Imbergères, rue de la Chrétienté, rue Constant Pilate, rue Emile Morel et rue Gaston Lévy
  - 2022 : Nouveau départ, film réalisée par Philippe Lefebvre, avec Franck Dubosc, Karin Viard et Clotilde Courau - Lieu : rue Houdan
  - 2022 : Master Crimes, saison 1 de la série télévisée réalisée par Elsa Marpeau, avec Muriel Robin, Anne Le Nen et Nicolas Briançon - Lieu : rue Houdan
  - 2022 : La fille de son père, film réalisé par Erwan Le Duc, avec Nahuel Perez Biscayart, Céleste Brunnquell et Maud Wyler - Lieu : avenue Arouet
  - 2022 : Comme un fils, film réalisé par Nicolas Boukhrief, avec Vincent Lindon, Karole Rocher et Stefan Virgil Stoica - Lieu :Lycée Marie-Curie
  - 2022 : Marie-Antoinette, série de Déborah Davis avec Emilia Schüle et Louis Cunningham - Lieu : pavillon de l'Aurore du Parc de Sceaux
  - 2023 : Clem : les retrouvailles, épisode de la série Clem réalisé par Christophe Barraud, avec Lucie Lucas, Victoria Abril et Loup-Denis Elion - Lieu : rue Marguerite Renaudin
  - 2023 : 4 histoires d'horreur, 1 menteur - ÇA M'EST ARRIVÉ #2, vidéo YouTube de Mathieu Jonckheere alias Math, avec Nathalie Odzierejko alias Natoo, Thibaud Delapart alias Tibo InShape et Justine Becattini alias Juju Fitcats - Lieu : Ecole élémentaire du centre
  - 2023 : La Cage, série réalisée par Franck Gastambide avec Melvin Boomer, Bosh et Franck Gastambide - Lieu : Gymnase des Clos Saint-Marcel
  - 2023 : Nudes, série réalisée par Sylvie VERHEYDE, Lucie BORLETAU et Andréa BESCOND, avec Léonie Dahan-Lamort, Sacha Lauras, Baptiste Masseline - Lieu : Centre-ville de Sceaux
  - 2023 : Home-Jacking, série de Hervé Hadmar, avec Marine Dompnier, Yannick Choirat, et Sofia Lesaffre - Lieu : Faculté Jean-Monnet
  - 2023 : Jeanne du Barry, film de Maïwenn avec Maïwenn, Johnny Depp et Benjamin Lavernhe - Lieu : Parc de Sceaux
  - 2023 : Le jour de ma mort, film réalisé par Jérôme Cornuau, avec Lula Cotton-Frapier, Frédéric Diefenthal, Naidra Ayadi
  - 2023 : La der des der épisode 7 de la saison 4 de la série télévisée Capitaine Marleau de Josée Dayan[39] avec Corinne Masiero - Lieu : Lycée Marie-Curie
  - 2023 : Carême, série retraçant la vie du cuisinier Antonin Carême, créé par Ian Kelly et Davide Serino avec Benjamin Voisin, Jérémie Renier et Lyna Khoudri - Lieu : Pavillon de l'Aurore et Orangerie du Parc de Sceaux
  - 2024 : Interview met de geschiedenis, émission réalisée par Arnout Hauben - Lieu : cimetière de Sceaux
  - 2024 : 4 films publicitaires Sosh - Lieu : Jardin de la Ménagerie, skate-park de Sceaux, gymnase du Centre et passage Benoit[40],[41],[42],[43]
  - 2024 : Cuisine ouverte avec Mory Sacko, émission produite par France Télévisions, avec pour invité le médaillé d'or Stephen Parez et le chef Rémi Chambard - Lieu : Parc de Sceaux
- Sèvres
  - 1965 : What's New Pussycat?, film réalisé par Clive Donner[2]
  - 1976 : L'Aile ou la Cuisse, film réalisé par Claude Zidi
  - 1981 : Beau-père de Bertrand Blier
  - 2000 : Intrusion court métrage de Sébastien Jaudeau
  - 2002 : Ah ! si j'étais riche, film réalisé par Gérard Bitton et Michel Munz  - Lieu : Sèvres[3]
  - 2003 : Návrat Jana z parízského exilu do Prahy v léte 2003, documentaire réalisé par Katerina Krusová  - Lieu : Sèvres[3]
  - 2006 : Les Brigades du Tigre de Jérôme Cornuau[44]
  - 2009 : Le Vilain de Albert Dupontel
  - 2011 : Case départ de Lionel Steketee, Fabrice Éboué et Thomas N'Gijol[44],[7]
  - 2015 : L'Étudiante et Monsieur Henri d'Ivan Calbérac
- Suresnes
  - 1946 : Jéricho, film réalisé par Henri Calef  - Lieu : Suresnes[3]
  - 1954 : Ah ! les belles bacchantes, film réalisé par Jean Loubignac  - Lieu : Théâtre Jean Vilar[1]
  - 1967 : Le Fou du labo 4, film réalisé par Jacques Besnard - Lieu : pont de Suresnes[1]
  - 1968 : Le Tatoué, film réalisé par Denys de La Patellière - Lieu : près de la forteresse du Mont-Valérien[1]
  - 1981 : Le Boulanger de Suresnes, téléfilm réalisé par Jean-Jacques Goron - Lieu : Rue des Bourets
  - 1987 : Tandem, film réalisé par Patrice Leconte[2]
  - 1989 : David Lansky, série télévisée réalisée par Hervé Palud, épisode : L'enfant américain
  - 1991 : Mayrig, film réalisé par Henri Verneuil[2]
  - 1991 : La Totale !, film réalisé par Claude Zidi - Lieu : lycée Paul-Langevin[1]
  - 1995 : L'Affaire Dreyfus, téléfilm réalisé par Yves Boisset - Lieu : mont Valérien[1]
  - 2000 : Le Roman de Lulu, film réalisé par Pierre-Olivier Scotto[2],[1]
  - 2000 : Intrusion, court métrage de Sébastien Jaudeau - Lieu : piscine du collège Henri-Sellier[1]
  - 2001 : Le Fabuleux Destin d'Amélie Poulain, film réalisé par Jean-Pierre Jeunet - Lieu : école Jules-Ferry
  - 2001 : Les Âmes câlines, film réalisé par Thomas Bardinet[1]
  - 2001 : Le Placard, film réalisé par Francis Veber  - Lieu : Suresnes[3],[1]
  - 2001 : Oui, mais…, film réalisé par Yves Lavandier - Lieu : Suresnes[3],[1]
  - 2003 : La Beuze, film réalisé par François Desagnat et Thomas Sorriaux - Lieu : rue Pasteur[1]
  - 2004 : Haute Coiffure, film réalisé par Marc Rivière - Lieu : Suresnes[3], cité des fleurs[1]
  - 2009 : Micmacs à tire-larigot, film réalisé par Jean-Pierre Jeunet - Lieu : théâtre Jean-Vilar[1]
  - 2012 : Le noir (te) vous va si bien, film réalisé par Jacques Bral - Lieu : Suresnes[1]
  - 2012 : Braquo, série télévisée d'Olivier Marchal - Lieu : cité-jardin, près de la place de la Paix
  - 2013 : La Rupture, téléfilm de Laurent Heynemann - Lieu : esplanade du Mont Valérien[1]
  - 2018 : Nicky Larson et le Parfum de Cupidon, film réalisé par Philippe Lacheau  - Lieu : Terrasse du Fécheray[1]

## V
- Haut – A
- B
- C
- D
- E
- F
- G
- H
- I
- J
- K
- L
- M
- N
- O
- P
- Q
- R
- S
- T
- U
- V
- W
- X
- Y
- Z

- Vanves
  - 1973 : La Bonne Année, film réalisé par Claude Lelouch[2]
  - 2010 : Solutions locales pour un désordre global, film réalisé par Coline Serreau  - Lieu : Vanves[3]
- Vaucresson
  - 1967 : Oscar, film réalisé par Édouard Molinaro - Lieu : Vaucresson[3]
  - 1983 : Circulez y a rien à voir ! de Patrice Leconte
  - 1992 : Betty, film réalisé par Claude Chabrol[2]
  - 1992 : L'Homme de ma vie, film réalisé par Jean-Charles Tacchella[2]
  - 2011 : Case départ de Lionel Steketee, Fabrice Éboué et Thomas Ngijol[7]
- Ville-d'Avray
  - 1955 : Les Diaboliques, film réalisé par Henri-Georges Clouzot[1]
  - 1978 : Tendre Poulet Philippe de Broca
  - 1981 : Beau-père de Bertrand Blier
  - 1982 : La Truite, film réalisé par Joseph Losey - Lieu : Ville-d'Avray[3]
  - 1985 : Péril en la demeure film réalisé par Michel Deville - Nicole Garcia - Christophe Malavoy - Michel Piccoli
- Villeneuve-la-Garenne
  - 1975 : Peur sur la ville, film réalisé par Henri Verneuil (boulevard Gallieni)[2]

## Pour approfondir